# اقتصاد ريو دي جانيرو

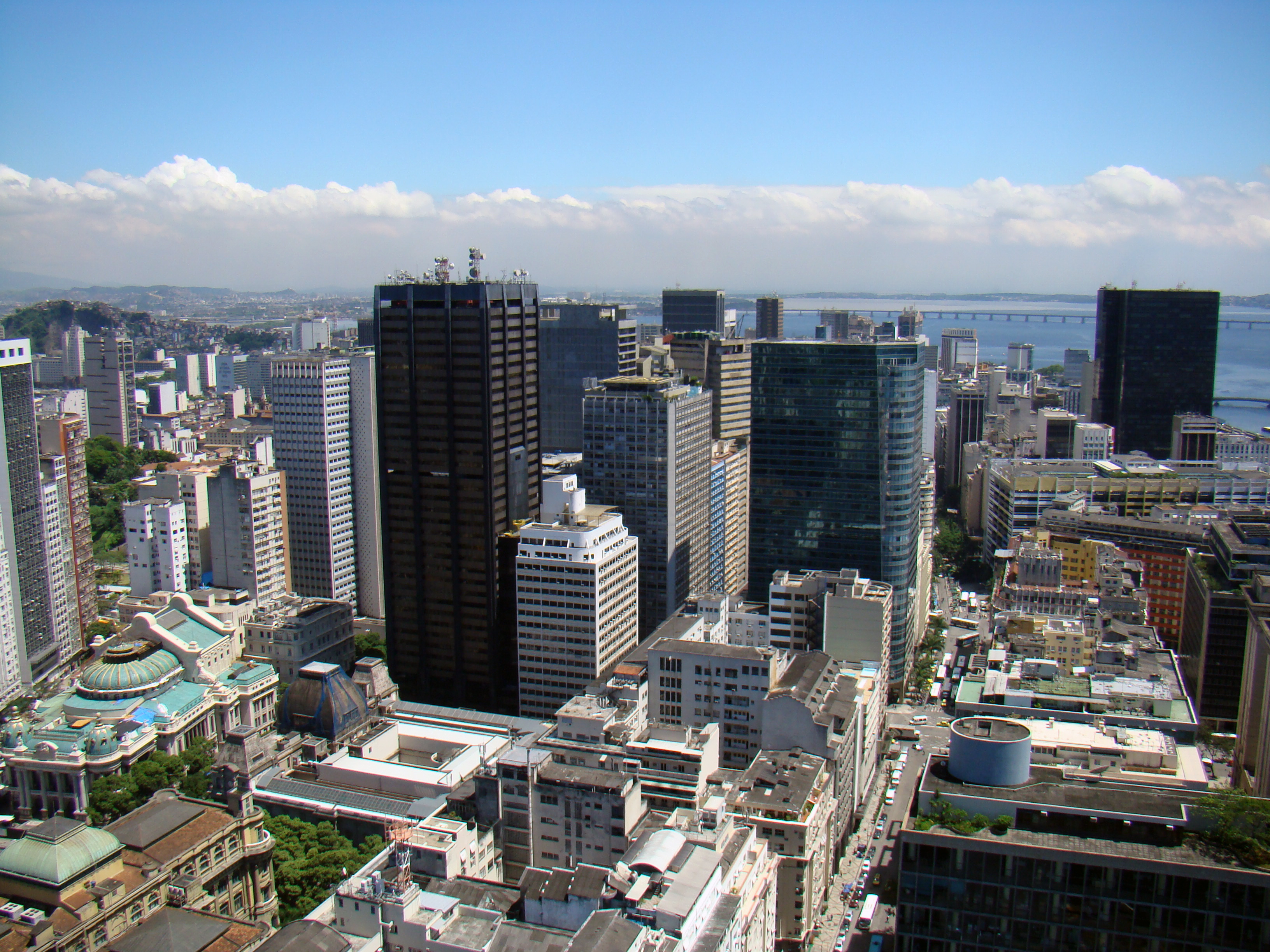
منظر جزئي للمركز المالي في ريو دي جانيرو، إحدى المدن التي تقدم خدمات مالية في أمريكا اللاتينية.

اقتصاد مدينة ريو دي جانيرو هو ثاني أكبر اقتصاد إقليمي والمركز المالي في البرازيل، وكلاهما واحد من أكبر الاقتصادات في أمريكا اللاتينية وواحد من الأسرع نموًا في العالم.
في عام 2017 قدر الناتج المحلي الإجمالي للمدينة بـ 105 مليار دولار أمريكي (حوالي 407 مليار ريال برازيلي)، أو 7 ٪ من تعادل القوة الشرائية للبلاد (75 ٪ من اقتصاد ولاية ريو دي جانيرو)، مما يجعلها رابع أغنى مدينة أمريكا اللاتينية خلف مكسيكو سيتي وساو باولو وبوينس آيرس، بالإضافة إلى أنها أكبر 30 منطقة حضرية في العالم متقدمة على مدن مثل روما وبرشلونة وبكين.
تمتلك المدينة اقتصادًا قويًا ومتنوعًا للغاية، وتوفر فرص عمل واسعة النطاق في الصناعات الثقيلة والخفيفة والتصنيع والتجارة والتمويل والتجارة وقطاعات الخدمات الأخرى.

## التصنيع
ريو دي جانيرو الكبرى هي ثاني أهم منطقة صناعية في البرازيل بعد منطقة ساو باولو الحضرية. تمت إضافة قطاع الإلكترونيات والكمبيوتر الأحدث إلى الصناعات القديمة مثل علم المعادن والهندسة والطباعة والنشر. تركز قطاعات التصنيع الأخرى على إنتاج المواد ذات الصلة بأحواض بناء السفن والملابس والأحذية والمنسوجات والمنتجات المعدنية وغير المعدنية والأغذية والمشروبات والمواد الكيميائية والمستحضرات الصيدلانية.
البناء هو نشاط مهم أيضًا، حيث يوفر مصدرًا مهمًا للتوظيف لأعداد كبيرة من العمال غير المهرة ويدعمه عدد السكان الموسميين الذين يبنون منازل ثانية في منطقة ريو الكبرى.
لجذب الصناعة حددت حكومة الولاية مناطق معينة في ضواحي المدينة كمناطق صناعية حيث يتم توفير البنية التحتية ويتم بيع الأراضي في ظل ظروف خاصة. يعتبر النفط والغاز الطبيعي من الحقول الواقعة قبالة الساحل الشمالي لولاية ريو دي جانيرو من الأصول الرئيسية المستخدمة لتطوير أنشطة التصنيع في منطقة العاصمة ريو، مما يمكنها من التنافس مع المدن الكبرى الأخرى على الاستثمار الجديد في الصناعة.

## التمويل والخدمات الأخرى
بعد أن كانت العاصمة لأكثر من 300 عام، تعد مدينة ريو دي جانيرو موقعًا لمقرات العديد من الشركات الخاصة والوطنية ومتعددة الجنسيات والولايات، حتى عندما كانت مصانعها موجودة في مدن أو ولايات أخرى. على الرغم من نقل رأس المال إلى برازيليا، بقي العديد من هذه المقار داخل منطقة ريو الحضرية بما في ذلك بتروبراس شركة النفط الحكومية، والبنك الوطني للتنمية الاقتصادية والاجتماعية وهو بنك استثماري فيدرالي. كما هو الحال مع التصنيع، تعتبر ريو مركزًا ماليًا مهمًا في المرتبة الثانية بعد ساو باولو من حيث حجم الأعمال في الأسواق المالية والمصرفية. لا يزال سوق الأوراق المالية على الرغم من انخفاض أهميته بالنسبة إلى ساو باولو ذا أهمية كبرى. نظرًا لقرب مرافق ميناء ريو، يقع المقر الرئيسي للعديد من شركات التصدير والاستيراد البرازيلية في المدينة.
في ريو الكبرى التي تتمتع بأحد أعلى معدلات دخل الفرد في البرازيل، تعتبر تجارة التجزئة كبيرة. توجد العديد من متاجر البيع بالتجزئة الأكثر أهمية في المركز، لكن البعض الآخر منتشر في جميع أنحاء المناطق التجارية في المناطق الأخرى، حيث تتعامل مراكز التسوق ومحلات السوبر ماركت وغيرها من شركات البيع بالتجزئة مع حجم كبير من التجارة الاستهلاكية. ريو هي واحدة من الوجهات السياحية الرائدة في العالم. تجذب ثقافة المدينة النابضة بالحياة والعديد من المتاحف والمواقع التاريخية والمعالم المادية، وخاصة شواطئ كوباكابانا وإيبانيما حشودًا كبيرة من الزوار، كما تفعل الأحداث والمهرجانات مثل كرنفال ريو السنوي واحتفالات ليلة رأس السنة الجديدة.